# Oratorio del Santissimo Crocifisso al Quartierone
L''oratorio del Santissimo Crocifisso al Quartierone o Sacrario dei Caduti per la Patria  è un luogo di culto cattolico situato a Crema, noto anche più semplicemente come chiesa (oppure oratorio) del Quartierone.

## Storia
Le nuove mura venete furono costruite tra il 1488 ed il 1509 comportando, di fatto, un ampliamento dell'area fortificata nell'area nord-occidentale della città. Fu in questa porzione ancora solo parzialmente edificata, tra la roggia Rino e il nuovo manufatto, che venne individuata nel 1569 la superficie sulla quale edificare il Quartiere Grande o Quartierone, una caserma per alloggiarvi le guarnigioni di guardia alle mura. Secondo un'opera ottocentesca del dottor Luigi Benvenuti, il ritrovamento di ossa nel fondo adiacente al futuro oratorio sarebbe indizio che questo fosse un antico luogo di sepoltura, forse per i morti della peste del 1361.
Durante i primi anni del XVIII secolo le mutate condizioni politiche rendevano inutile la presenza di così numerosi militari, per cui a partire dal 1716 iniziò la demolizione delle strutture. Parte dei materiali furono reimpiegati per l'edificazione del teatro sociale. Secondo la tradizione più conosciuta, durante questi lavori di demolizione venne preservata una porzione di muro sulla quale era stata dipinta un'immagine votiva, attorno alla quale iniziò a svilupparsi una profonda devozione; così con una raccolta di offerte fu costruito a protezione dell'affresco un piccolo edificio. Lo storico dell'arte Cesare Alpini ha formulato una diversa teoria secondo la quale l'affresco era collocato originariamente sul muro del convento che ospitava le madri domenicane; quando ne fu decisa la demolizione per ricavarne materiale per costruzione del teatro sociale, l'affresco fu strappato e collocato qui, costruendovi un'edicola per preservarlo.
Il ciclo di affreschi dipinto nelle lunette del soffitto da un pittore ignoto, coevo alla costruzione, racconta tutte le fasi dalla demolizione della caserma alla riscoperta del dipinto fino alla costruzione dell’oratorio a proteggerlo; si tratterebbe di una conferma dell’ipotesi universalmente conosciuta sulle origini di questo luogo di devozione.
Durante la dominazione francese, durante la quale furono soppressi conventi e chiese, questo luogo fu ignorato perché non iscritto al catasto.

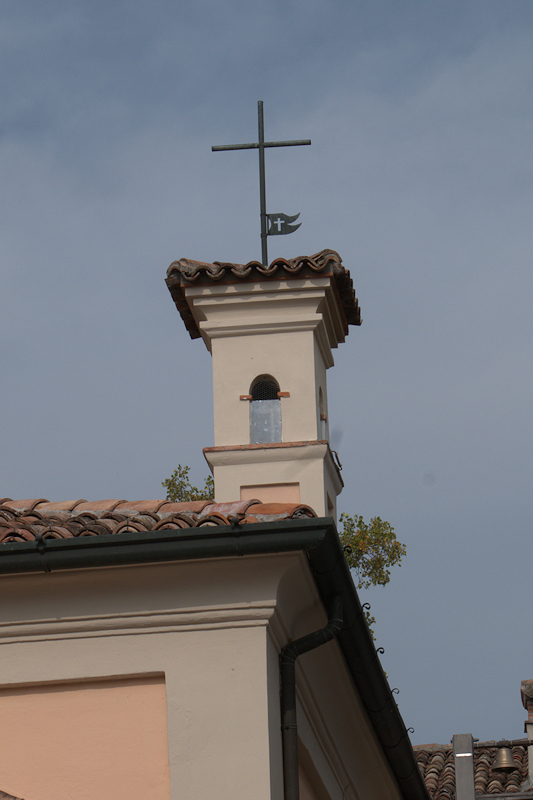
Il campaniletto

Verso il 1852 l'oratorio fu ampliato aggiungendo una campata e un pronao in stile neoclassico, cui si aggiunse, nel 1896 la sagrestia.
Viste le sue origini in ambito militare, nel 1958 i reduci della seconda guerra mondiale ottennero che la chiesa divenisse il Sacrario dei Caduti per la Patria, cui seguirono gli interventi del pittore Otello Costi che ripristinò alcune parti ammalorate, aggiunse sul timpano del pronao il volto di Gesù e incise un graffito sopra la porta d'ingresso raffigurante un elmo militare sopra la croce, circondato da una corona di spine alla memoria dei militari caduti o finiti nei campi di prigionia.
I restauri degli anni cinquanta furono eseguiti sotto la supervisione di Beppe Ermentini con l’aggiunta anche di nuovi marmi, tra i quali quello in cipollino dorato che circonda l’antico dipinto quasi come fosse un sudario; gli affreschi furono riparati a cura di Giannetto Biondini e Carlo Fayer. Al termine, nel 1958, furono installate due lapidi a ricordo:
Nel 2010, dopo alcuni anni di abbandono, il Capitolo della Cattedrale affidò la gestione dell'oratorio al Centro culturale "Gabriele Lucchi" affinché ne venisse rilanciato il culto. All'interno dell'associazione culturale nacque l'idea, in vista dei festeggiamenti per il 150º anniversario dell'Unità d'Italia, di dotare l'oratorio-sacrario di un carillon di campane; attraverso fondi donati da aziende, enti bancari e cittadini privati, i bronzi vennero fusi ed inaugurati nel corso del 2011.
L'Associazione Nazionale Alpini di Crema donò nel 2012 un'icona raffigurante una copia della Madonna del Don conservata nella chiesa dei cappuccini di Mestre, solennemente benedetta il 22 gennaio.
Nel 2019 su progetto dell'architetto Magda Franzoni venne portato a termine un restauro conservativo.

## Caratteristiche

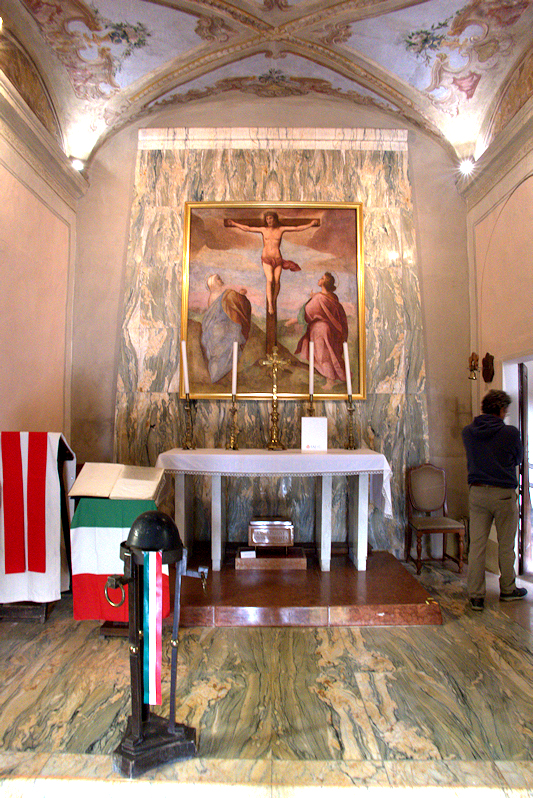
Tomaso Pombioli (attribuzione), Il Crocefisso con san Giovanni e la Madonna, affresco, XVII secolo

La chiesetta sorge in via Quartierone, traccia toponomastica che ricorda l'esistenza dell'antico quartiere militare.
L'edificio è anticipato da un pronao di stile neoclassico con due semplici colonne che sostengono un timpano triangolare in mezzo al quale vi è stato dipinto il volto di Gesù ad opera di Otello Costi; sulla trabeazione è stata apposta la scritta “AI CADUTI PER LA PATRIA". Novecentesca, invece, è la cancellata.
L'oratorio è dotato anche di un esile campaniletto a due ordini che contiene un'unica campana Crespi con la scritta "Caritas fecit 1726".
L'interno è ad aula unica con volte a crociera; gli affreschi in cima alle lunette delle due campate raffigurano le fasi storiche che hanno coinvolto il sito: la demolizione degli alloggi militari, la costruzione, la chiesetta terminata, il teatro e il Monte di Pietà (edifici elevati con il materiale recuperato).
Sul muro di fondo vi è l'affresco strappato e collocato su tela raffigurante Il Crocefisso con san Giovanni e la Madonna, privo di firma, ma che Cesare Alpini ha attribuito a Tomaso Pombioli datandolo quindi al XVII secolo; Maria e Giovanni sono ai piedi del Crocifisso, con il Cristo sofferente ma con gli occhi aperti, una rarità sempre secondo l'Alpini.
A supporto delle funzioni religiose è stato concesso un organo in comodato d'uso gratuito dalla Pontificia fabbrica d'organi Giovanni Tamburini-

### Il carillon dell'Unità d'Italia

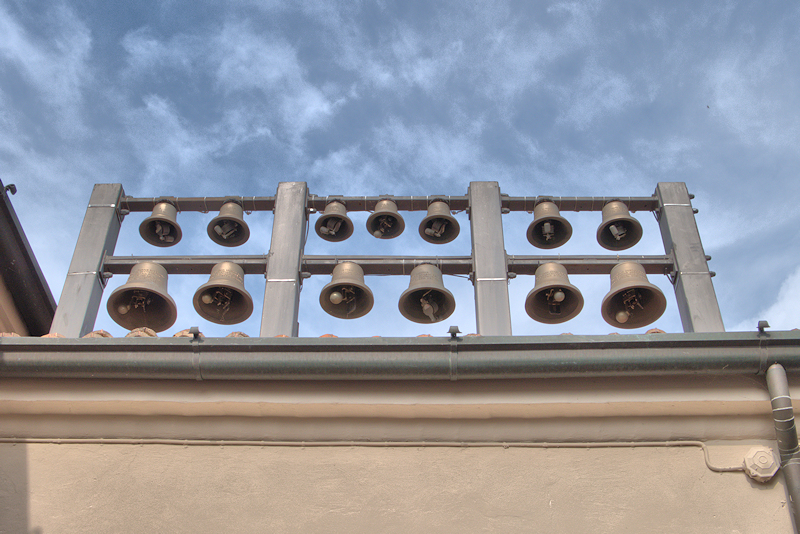
Il carillon

Nel 2010 dal centro culturale "Gabriele Lucchi" (in particolare dal principale sostenitore, Marcello Palmieri, referente della commissione di gestione delle chiese di San Bernardino e del Quartierone) veniva proposto di sviluppare un segno tangibile e duraturo in vista delle celebrazione per il 150º anniversario dell'Unità d'Italia. L'idea era quella di installare una serie di campane che, oltre agli inni sacri, potesse suonare anche l'Inno di Mameli.
Grazie ad una pubblica sottoscrizione a cui risposero famiglie private, aziende, associazioni ed istituti bancari, fu raggiunta la somma per fondere dodici campane affidando le colate alla fonderia Grassmyr di Innsbruck. fondata nel 1599.
Il 17 luglio 2011 le campane, trasportate a festa dalla piazza Duomo, furono solennemente benedette a terra da monsignor Oscar Cantoni; durante la cerimonia fu annunciata la volontà di donare un tredicesimo bronzo che giunse a Crema nel mese di settembre e benedetto il giorno 13.
Seguirono i lavori di installazione del castello di sostegno (su progetto di Giuseppe Coti) e la messa in opera degli strumenti.
La cerimonia inaugurale avvenne il 17 settembre alla presenza del colonnello Pier Francesco Cacciagrano, comandante del X Reggimento Guastatori, di un picchetto in armi per la resa degli onori ai Caduti e tutti gli enti militari e associazioni d'arma del territorio e della regione.
| N.campana | Suono e dimensioni                                            | Donatore, dedicazione, in memoria di |
| --------- | ------------------------------------------------------------- | --- |
| 1         | nota “fa", peso kg 30,1, diametro cm 34,3                     | Il Centro Culturale Diocesano “G. Lucchi", al Santissimo Crocifisso, in memoria di tutti i Caduti per la Patria nel 150º anniversario dell’Unità Nazionale |
| 2         | nota “sol", peso kg 25,5, diametro cm 31,8                    | La famiglia Guerini Rocco, alla Vergine Addolorata in memoria di Gabriele Battista Guerini Rocco                                                           |
| 3         | nota “la", peso kg 21,6, diametro cm 29,5                     | La famiglia Guerini Rocco, all’Apostolo Giovanni, in memoria di Augusto e Ninetto Guerini Rocco                                                            |
| 4         | nota “Si b", peso kg 19,9, diametro cm 28,3                   | Il Rotary Club Crema, a San Francesco d’Assisi Patrono d’Italia                                                                                            |
| 5         | nota “do", peso kg 16,5, diametro cm 26,0                     | Il Rotary Club Cremasco San Marco, a Santa Caterina da Siena Patrona d’Italia                                                                              |
| 6         | nota “re", peso kg 13,5, diametro cm 24,0                     | Il Rotaract Terre Cremasche, al Beato Giovanni Paolo II amico dei giovani                                                                                  |
| 7         | nota “mi b", peso kg 12,0, diametro cm 23,7                   | Gli Alpini di Crema, a San Maurizio loro Patrono |
| 8         | nota “mi", peso kg 10,9, diametro cm 22,7                     | Antonio Cella, a Santa Cecilia, in memoria della figlia Tania                                                                                              |
| 9         | nota “fa", peso kg 10,8, diametro cm 22,3                     | Isaia Marazzi, a San Giovanni Battista, in memoria del figlio Cristian, architetto                                                                         |
| 10        | nota “sol", peso kg 9,7, diametro cm 21,0                     | La famiglia Colletto – Cattivelli, a Santa Rita, in memoria di Rino Cattivelli                                                                             |
| 11        | nota “la", peso kg 9,4, diametro cm 19,9                      | La Banca Cremasca, a San Bernardino da Siena ispiratore del credito cooperativo                                                                            |
| 12        | nota “si b", peso kg 8,9, diametro cm 19,8                    | La Banca Cremasca, a San Pantaleone patrono della diocesi                                                                                                  |
| 13        | nota “si" – ottava inferiore – peso kg 17,5, diametro cm 27,1 | Neve Fascina, a Santa Teresa del Bambin Gesù, in memoria del fratello Lino disperso in Russia nel 1943                                                     |